# 158 aC
El 158 aC  va ser un any del calendari romà prejulià. Durant la República i l'Imperi Romà es coneixia com l''Any del Consolat de Lèpid i Lenat o també any 596 Ab urbe condita o de la fundació de la ciutat). L'ús del nom «158 aC» per referir-se a aquest any es remunta a l'alta edat mitjana, quan el sistema Anno Domini va ser el mètode de numeració dels anys més comú a Europa.

## Esdeveniments

### Anatòlia
- A petició dels romans, Ariarates V, rei de Capadòcia, denega una proposta del rei selèucida, Demetri I Sòter, perquè es casi amb la seva germana Laodice. En resposta, Demetri I envia el seu exèrcit a Capadòcia per matar Ariarates i pujar al tron. Ariarates, privat del seu regne, fuig cap a Roma. Orofernes, rei usurpador, pren el tron de Capadòcia protegit pels soldats selèucides.[2]

### República Romana
- Aquest any són elegits cònsols Marc Emili Lèpid i Gai Popil·li Lenat. A aquests cònsols només els mencionen els Fasti i Plini el Vell.[3]
- Marc Fulvi Nobílior, cònsol l'any anterior (159 aC) celebra un triomf per la victòria que va obtenir durant el seu consolat per fer la guerra contra els lígurs, segons diuen els Fasti.[4]

## Naixements
- Publi Rutili Ruf, cònsol romà l'any 105 aC (mort el 78 aC).[5]

## Necrològiques
- Kōgen, emperador del Japó.[6]